# Hilding Hallnäs
Johan Hilding Hallnäs (ur. 24 maja 1903 w Halmstad, zm. 11 września 1984 w Sztokholmie) – szwedzki kompozytor i organista.

## Życiorys
W latach 1924–1929 studiował grę na organach, muzykę kościelną i pedagogikę u Gustafa Hägga i Otto Olssona w konserwatorium w Sztokholmie. Uzupełniające studia muzyczne odbył w Paryżu u Alexandre’a Celliera oraz w Lipsku u Hermanna Grabnera i Günthera Ramina. Początkowo działał jako organista w Strömstad i Jönköping, następnie od 1933 do 1968 roku był organistą w Johannebergskyrkan w Göteborgu. Od 1951 roku uczył przedmiotów teoretycznych w szkole towarzystwa muzycznego. W latach 1957–1972 pełnił funkcję prezesa göteborskiego stowarzyszenia kompozytorów. Od 1952 roku był członkiem Królewskiej Akademii Muzycznej. W 1973 roku osiadł w Sztokholmie.
Początkowo tworzył w idiomie neoklasycznym, nawiązując do tradycji muzyki skandynawskiej. W latach 50. zaadaptował technikę dodekafoniczną.
W 1952 został członkiem Królewskiej Akademii Muzycznej. Był też odznaczony szwedzkimi medalami Illis quorum w 1963 oraz Litteris et Artibus w 1981.

## Wybrane kompozycje
(na podstawie materiałów źródłowych)

### Utwory orkiestrowe
- 9 symfonii (I „Sinfonia pastorale” 1944, II „Sinfonia notturna” 1948, III 1948, IV „Metamorfosi sinfoniche'” 1952 zrewid. 1960, V „Sinfonia aforistica” 1962, VI „Musica intima” 1967, VII „A Quite Small Symphony” na orkiestrę kameralną 1974, VIII i IX odrzucone)
- Divertimento (1937)
- 2 koncerty skrzypcowe (I 1945, II 1965)
- Koncert fortepianowy (1956)
- 2 koncerty na flet, smyczki i perkusję (I 1957, II 1962)
- Koncert na smyczki i perkusję (1959)
- Epitafium na smyczki (1963)
- En grekisk saga (1968)
- Momenti bucolichi na obój i orkiestrę (1969)
- Horisont och linjespel na smyczki (1969)
- Koncert potrójny na skrzypce, klarnet, fortepian i orkiestrę (1973)
- Koncert altówkowy (1978)
- Koncert wiolonczelowy (1981)

### Utwory kameralne
- 4 kwartety smyczkowe (I 1949, II 1967, III z sopranem 1976, IV 1980)
- Kwintet na flet, obój, wiolonczelę i fortepian (1954)
- 2 sonaty na skrzypce i fortepian (I 1957, II 1975)
- Trio fortepianowe (1959)
- 24 preludia na gitarę (1967)
- 3 momenti musicali na skrzypce, róg i fortepian (1971)
- Trio na klarnet, wiolonczelę i fortepian (1973)
- Triptykon na skrzypce, klarnet i fortepian (1973)
- 4 Monologues na klarnet (1974)
- Legend na klarnet i organy (1974)
- Trauma na 4 instrumenty smyczkowe i fortepian (1979)
- Musikaliska aforismer na trio smyczkowe (1982)

### Utwory fortepianowe
- 4 sonaty (1963–1983)

### Utwory organowe
- 2 sonaty (I 1965, II 1977)
- Passionmusik (1968)

### Utwory wokalno-instrumentalne
- Missa na chór, 13 instrumentów dętych i organy (1953)
- Kantata na sopran, flet, klarnet, wiolonczelę i fortepian (1955)
- Cantica lyrica na tenora, chór i orkiestrę (1957)
- Rapsodie na sopran i orkiestrę kameralną (1963)
- Invocatio na chór i kwartet smyczkowy (1971)

### Balety
- Kärlekens ringdans (1956)
- Ifigenia (1963)